# ウフタ
ウフタ(Ukhta)は、ロシアのコミ共和国の重要な工業都市である。人口は、97,899人 (2021年)、99,591人 (2010 年)、103,340人 (2002年)、110,548人 (1989年)。1939年まではChibyuとして知られていた。

## 歴史
ウフタ川沿いの油泉は、17世紀には既に知られていた。19世紀中盤には、実業家のM. K. Sidorovがこのエリアで石油の掘削を開始したが、これはロシアで最初の油井の一つだった。1920-21年には、ウフタには自家製の油田があった。同じ名前を持つ川沿いに、1929年にChibyu村として集落ができ、1939年にウフタに改名された。ペチョラ鉄道で接続された1943年には町となった。鉄道では、東にはソスノゴルスク、南西にはヤレガの町に至る。また、ウフタには鉄道の他に空港もある。

## 経済
石油と天然ガスの重要な生産地であるティマン＝ペチョラ盆地の中に位置する。町のすぐ南に油田がある。ウフタ産の原油の一部は現地で精製されるが、大部分はサンクトペテルブルクとモスクワの間の石油精製所に送られる。1990年代以降、町から8kmのところで、ガスパイプラインの爆発が何度か起こっている。

## 気候
大陸性の亜寒帯機構で、冬は寒くて長く、夏は暖かく短い。シベリアの同じような緯度の地域と比べると、冬はそれほど厳しくはないが、夏よりもずっと長く、ヨーロッパの標準的な都市と比べると寒さが激しい。
| ウフタの気候           | ウフタの気候  | ウフタの気候 | ウフタの気候  | ウフタの気候  | ウフタの気候 | ウフタの気候 | ウフタの気候 | ウフタの気候 | ウフタの気候 | ウフタの気候  | ウフタの気候 | ウフタの気候  | ウフタの気候  |
| 月                     | 1月           | 2月          | 3月           | 4月           | 5月          | 6月          | 7月          | 8月          | 9月          | 10月          | 11月         | 12月          | 年            |
| ---------------------- | ------------- | ------------ | ------------- | ------------- | ------------ | ------------ | ------------ | ------------ | ------------ | ------------- | ------------ | ------------- | ------------- |
| 最高気温記録 °C （°F） | 2.5 (36.5)    | 3.0 (37.4)   | 13.0 (55.4)   | 23.8 (74.8)   | 30.1 (86.2)  | 33.5 (92.3)  | 35.2 (95.4)  | 32.5 (90.5)  | 27.4 (81.3)  | 20.0 (68)     | 8.2 (46.8)   | 3.6 (38.5)    | 35.2 (95.4)   |
| 平均最高気温 °C （°F） | −13.1 (8.4)   | −10.9 (12.4) | −2.4 (27.7)   | 4.6 (40.3)    | 12.0 (53.6)  | 19.0 (66.2)  | 22.1 (71.8)  | 17.3 (63.1)  | 10.7 (51.3)  | 2.8 (37)      | −6.0 (21.2)  | −10.6 (12.9)  | 3.8 (38.8)    |
| 日平均気温 °C （°F）   | −16.5 (2.3)   | −14.7 (5.5)  | −6.8 (19.8)   | −0.5 (31.1)   | 6.3 (43.3)   | 13.3 (55.9)  | 16.5 (61.7)  | 12.4 (54.3)  | 6.9 (44.4)   | 0.4 (32.7)    | −8.9 (16)    | −13.8 (7.2)   | −0.5 (31.1)   |
| 平均最低気温 °C （°F） | −20.0 (−4)    | −18.1 (−0.6) | −10.9 (12.4)  | −5.0 (23)     | 1.5 (34.7)   | 8.2 (46.8)   | 11.6 (52.9)  | 8.4 (47.1)   | 4.0 (39.2)   | −1.8 (28.8)   | −11.3 (11.7) | −17.2 (1)     | −4.2 (24.4)   |
| 最低気温記録 °C （°F） | −48.5 (−55.3) | −43.9 (−47)  | −39.2 (−38.6) | −28.4 (−19.1) | −16.9 (1.6)  | −4.2 (24.4)  | −0.4 (31.3)  | −3.9 (25)    | −8.8 (16.2)  | −26.4 (−15.5) | −37.8 (−36)  | −49.0 (−56.2) | −49.0 (−56.2) |
| 降水量 mm （inch）     | 32 (1.26)     | 26 (1.02)    | 29 (1.14)     | 28 (1.1)      | 44 (1.73)    | 66 (2.6)     | 71 (2.8)     | 69 (2.72)    | 54 (2.13)    | 55 (2.17)     | 40 (1.57)    | 39 (1.54)     | 553 (21.77)   |
| 出典：Weatherbase      |               |              |               |               |              |              |              |              |              |               |              |               |               |

## 著名な人物
- ロマン・アブラモヴィッチ - 実業家
- ドミトリー・アリエフ - フィギュアスケート選手
- アレクサンドル・チュプリヤン - 政治家
- オルガ・フォンダ - 女優
- セルゲイ・カプースチン - アイスホッケー選手
- エドゥアルト・ロッセリ ^ 政治家
- ユーリヤ・サモーイロヴァ - 歌手
- アレクサンドル・スホルコフ - 競泳選手
- アルセン・パブロフ - 軍人